# Xã Pleasant View, Quận Norman, Minnesota
Xã Pleasant View (tiếng Anh: Pleasant View Township) là một xã thuộc quận Norman, tiểu bang Minnesota, Hoa Kỳ. Năm 2010, dân số của xã này là 108 người.